# Иоанн Казанский
Иоанн Казанский (?, Нижний Новгород — 24 января 1529 года, Казань, Казанское ханство) — русский православный святой, мученик.
Память совершается 24 января (6 февраля) — в день кончины, а также в Соборе Казанских святых.

## Агиография
Основным источником изучения и почитания святого является «Житие Иоанна Казанского» — произведение XVI века, написанное не позднее 1550-х годов (датировка определяется ранним из сохранившихся списков).
Описание событий в нём приурочено к 24 января 1529 года — дню мученической кончины Иоанна Казанского. Под этим числом рассказ включён в минеи четьи Синодальные, Чудовские, Тулупова.

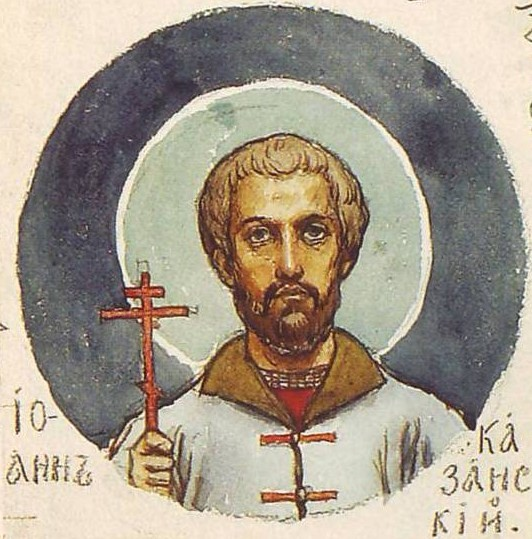
Виктор Васнецов. Иоанн Казанский. Акварельный набросок, предназначавшийся для украшения арок главного купола Владимирского собора в Киеве. 1890. Государственная Третьяковская галерея

Согласно наблюдению Р. П. Дмитриевой, «некоторыми натуралистическими подробностями в описании смерти героя рассказ напоминает повесть „О преставлении старца Антония Галичанина“»:
Как в случае с этой повестью, ранние списки рассказа о мученике Иване известны по волоколамским рукописям. Самым ранним из них является список Нифонта Кормилицына, озаглавленный «О святем мученице Иване, иже за Христа мучен во граде Казани» (рук. ГПБ, Q.XVII 64, описана в кн.: Послания Иосифа Волоцкого / Подг. текста А. А. Зимина и Я. С. Лурье. М.; Л., 1959, с. 101—107). Нифонт Кормилицын как видный представитель духовенства участвовал в походе на Казань в 1550 г., описание которого помещено в той же рук. Q.XVII.64. Вероятно, с его именем надо связывать появление рассказа о «казанском мученике» в литературной среде иосифлян; из рукописи Нифонта переписан текст рассказа в сборнике Мартина Рыкова (ГБЛ, Волок. собр., № 520). Каких-либо конкретных фактов о причастности Нифонта к созданию этого произведения не установлено, хотя не исключено, что именно он вывез его из Казани или даже сам его написал.
Р. П. Дмитриева упоминала ещё об одном списке жития под заглавием «Сказание великаго и славнаго чюдеси, еже бысть во граде Казани» (ЛОИИ, собрание Лихачёва, № 294).
В 2006 году Казанская и Татарстанская епархия по инициативе сестёр Свято-Успенского Зилантова монастыря издала брошюру «Святый мученик Иоанн Казанский», где, как было объявлено, «содержатся нигде ранее не издававшийся акафист и житие мученика Иоанна». В издание, напечатанное по благословению архиепископа Казанского и Татарстанского Анастасия, вошли «Житие святого мученика Иоанна Казанского» и «Акафист святому мученику Иоанну Казанскому».

## Жизнеописание

### Происхождение, пленение, жизнь в Казани
Об Иоанне Казанском известно, что он был родом из Нижнего Новгорода.
В княжение Великого князя Московского Василия Ивановича (чаще указывается 1505 г.) казанские татары напали на Нижний Новгород. Многие жители были взяты в плен и уведены в Казань. В числе их был один богобоязненный и благочестивый юноша по имени Иоанн. При разделе пленников он достался ханскому родственнику («царёву дядке») — «князю» по именю Алей-Шпур (в других источниках — Алей-Шнур, Алей-Шкур).
Р. П. Дмитриева отмечала, что по русским летописям известно имя «князя Али-Шукуря»: там есть упоминание о том, что сына этого князя убили в Казани в 1531 году (ПСРЛ. СПб., 1904, т. 13, ч. 1, с. 57).
Сохранилось описание внешности Иоанна Казанского: «…Млад, рус, брада невелика…».

Будучи юн годами он хорошо был наставлен в христианском учении и получил прекрасное домашнее воспитание. Он приучен был к строгому исполнению требований христианской веры — соблюдал посты, не любил праздности и все время проводил в трудах и молитвах. За такое трудолюбие Алей-Шпур сделал Иоанна своим личным слугою. Иоанн усердно исполнял возложенные на него обязанности и терпеливо переносил неволю, несмотря на все насмешки, которыми осыпали его мусульмане. Уповая на милость Божию он проводил ночи в молитве.
— Житие святого мученика Иоанна Казанского

### Мученическая кончина
Ценя Иоанна как прекрасного слугу, Алей-Шпур пожелал обратить его в ислам. Но кроткий, во всем послушный и исполнительный Иоанн твёрдо объявил, что исповедует Господом Богом Иисуса Христа. Ни ласки, ни угрозы не могли поколебать Иоанна.

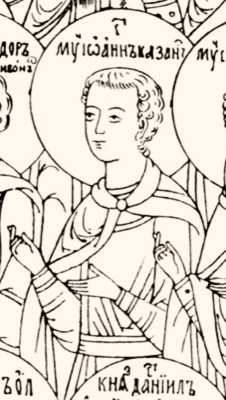
Святой мученик Иоанн Казанский. Фрагмент рисунка — перевода с иконы «Русские святые» (1814 г.).

Он смело объявил Алей-Шпуру, что он христианин, и ничто не заставит его переменить свои убеждения. Даже мучения, которым подвергли его, чтобы вынудить отречься от Христа, не достигли цели. При этом он не только с силою защищал христианскую веру, но и обличал ложное учение Магомета. Видя с одной стороны безцельность своих многочисленных попыток обратить Иоанна в мусульманство, а с другой твердость, с которой мученик открыто исповедовал Христа, а Магомета называл лжецом, разгневанный Алей-Шпур в 1529 году приказал умертвить верно служившего ему Иоанна.
— Житие святого мученика Иоанна Казанского
Иоанну Казанскому связали руки ремнём и вывели за город на близлежащую гору. Там ему должны были отрубить голову. Истязая Иоанна, мучители нанесли ему множество ран и насквозь прокололи живот мечом. Наконец, ему решили отсечь голову. Но удар был нанесён неудачно — мученику рассекли только шею, от чего он, обливаясь кровью, упал без чувств. Мучители, считая Иоанна мёртвым, возвратились в город. Жития свидетельствуют, что в этот день был сильный мороз. Много часов Иоанн Казанский пролежал без чувств и только поздним вечером очнулся.

Желая прославить Своего мученика, Господь дал ему достаточно сил, чтобы подняться, причём руки его развязались сами собой, и он, осенив себя крестным знамением и поддерживая руками свою голову, направился в город к жившим там боярам великого князя Московского. Придя к боярам уже глубокой ночью, Иоанн рассказал им о том, какие мучения он претерпел от мусульман. Нанесенные ему раны были смертельны. Предчувствуя близкую кончину, он просил находившегося при боярах священника причастить его Святых Христовых Тайн. Причастившись, Иоанн провел остальную часть ночи без сна в молитве и утром при восходе солнца предал свою душу в руки Божии.
— Житие святого мученика Иоанна Казанского
Тело мученика Иоанна Казанского было тайно погребено «на старом кладбище русском», недалеко от Казани (вероятно, на том месте, где сейчас находится Свято-Успенский Зилантов монастырь).

## Канонизация и почитание

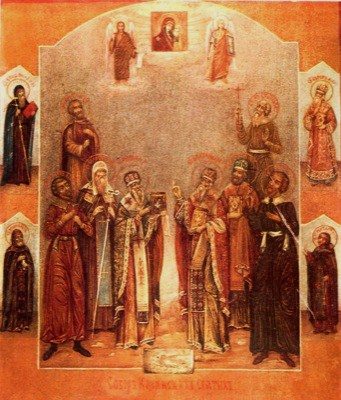
Икона «Казанские святые с избранными святыми на полях» (святители Гурий, Варсонофий, Ермоген, Герман, мученики Пётр и Иоанн Казанские, Авраамий Болгарский, Стефан Казанский) (начало XX века)

В 1592 году первый митрополит Казанский Гермоген (Ермоген), впоследствии — патриарх Московский и всея Руси, направил патриарху Иову письмо, в котором сообщал, что в Казани не совершается особое поминовение православных воинов, жизнь положивших за веру и Отечество под Казанью, и просил установить определённый день памяти. Одновременно он сообщал о трёх мучениках, пострадавших в Казани за веру Христову, из которых один был русский, по имени Иоанн («Иван Новый»), родом из Нижнего Новгорода, пленённый татарами, а двое других, Стефан и Пётр, новообращённые татары, претерпевшие смерть за веру от своих прежних единоверцев. Святитель выражал сожаление, что эти мученики не были вписаны в синодик, читавшийся в Неделю Православия, и что им не пелась вечная память.
В ответ патриарх Иов прислал указ, который предписывал «по всем православным воинам, убитым под Казанью и в пределах казанских, совершать в Казани и по всей Казанской митрополии панихиду в субботний день после Покрова Пресвятой Богородицы и вписать их в большой синодик, читаемый в Неделю Православия».
Повелевалось вписать в тот же синодик и трёх мучеников казанских, а день их памяти поручалось определить митрополиту Гермогену. Последний объявил патриарший указ по своей епархии, добавив, чтобы по всем церквам и монастырям служили литургии и панихиды по трём казанским мученикам и поминали их на литиях и на литургиях 24 января — в день мученической кончины Иоанна Казанского.
Таким образом, именно ходатайством митрополита Гермогена началось общецерковное прославление первых казанских мучеников, среди которых был и Иоанн Казанский.
Святой мученик Иоанн Казанский почитался в Свято-Успенском Зилантовом монастыре на всём протяжении его существования.

В Зилантовом монастыре благоговейно чтут святого Иоанна. Насельницы ни одно важное дело не начинают без молитвенного обращения к нему. До разрушения обители в Успенском храме находился чтимый образ святого, изображенного в полный рост. Во время разграбления обители он исчез. В 2005 году сестры восстановили список с той иконы, и сейчас он по-прежнему хранится в главном соборном храме монастыря.

Ныне в обители регулярно служат молебны святому Иоанну Казанскому. 6 февраля, в день памяти мученика, в Свято-Успенском Зилантовом монастыре непременно служится литургия архиерейским чином. Имя Иоанна Казанского постепенно становится всё более известным: готовится к изданию иллюстрированное житие, художественному предприятию «Софрино» заказано серийное изготовление икон Иоанна Казанского.
Тропарь Иоанну Казанскому:
Страстотерпче святый Иоанне, / блаженна земля, напившаяся крове твоея, / Христа бо со дерзновением проповедав, / многия муки от неверных агарян приял еси, / страданьми своими противных дерзости низложив, / Троицы поборник явился еси, / Юже и моли даровати нам велию милость.